# Bernardini MB-3 Tamoyo
El Bernardini MB-3 Tamoyo fue un tanque de batalla principal brasileño diseñado por Bernardini; sin embargo, nunca alcanzó el estado de producción y nunca pasó de la etapa de prototipo (1983). Le siguió el EE-T1 Osório en 1984, el  EE-T2 Osório en 1985 y el Tamoyo III en 1987. El tanque estaba armado con un cañón de 90 mm y llevaba 68 rondas de munición.
Basado en el M41 Walker Bulldog estadounidense, que Bernardini había estado actualizando para las Fuerzas Armadas de Brasil a las configuraciones M41B y C (nuevo motor diésel Scania V-8, sistema eléctrico modificado, adición de miras nocturnas y telémetro láser, faldones laterales, espacio adicional armadura para la parte delantera del casco, placa glacis y torreta y reemplazo del cañón original de 76 mm por uno de 90 mm). 
El MB-3 Tamoyo tenía un casco alargado y una rueda de carretera adicional. Inicialmente armado con un cañón principal estriado de 90 mm fabricado en Brasil por Bernardini. El modelo final, el Tamoyo III, estaba armado con el cañón Royal Ordnance L7.

## Variantes
X-30: Armado con un cañón de 76 mm.
MB-3 Tamoyo: Armado con un cañón de 90 mm.
MB-3 Tamoyo II: Una variación del prototipo anterior, armado también con un cañón de 90 mm.
MB-3 Tamoyo III: Armado con el cañón Royal Ordnance L7 de 105 mm.

### Otros tanques desarrollados en América Latina
- TAM
- EE-T1 Osório
- // Tifon 2A

### Listas relacionadas
- Anexo:Vehículos blindados de combate por país
- Anexo:Carros de combate principales por generación